# Jill Kelly

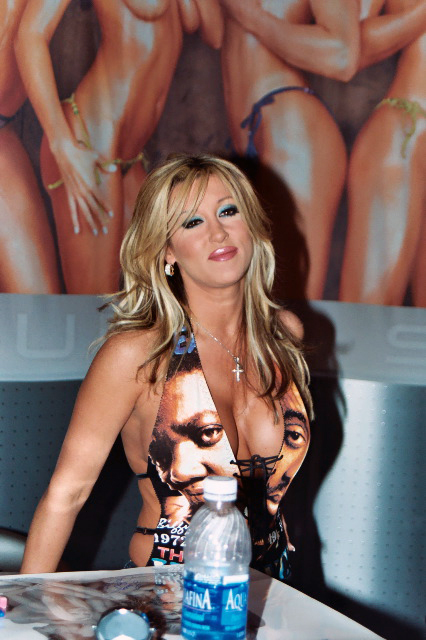
Jill Kelly auf der Adult Entertainment Expo 2003

Jill Kelly (* 1. Februar 1971 in Pomona, Kalifornien; eigentlich Adrianne Moore) ist eine US-amerikanische Pornodarstellerin, -regisseurin, -produzentin und Schauspielerin.

## Karriere
Ihr Pseudonym setzt sich aus den Rollennamen von Farrah Fawcett und Jaclyn Smith aus der Serie Drei Engel für Charlie zusammen. Nach ihrem High-School-Abschluss begann sie als Stripperin zu arbeiten. Im Jahr 1993 besuchte sie aufgrund eines Vorschlags der Pornodarstellerin Tyffany Million eine Erotik-Messe in Las Vegas, wo sie ihren zukünftigen ersten Ehemann Cal Jammer kennenlernte. Durch ihn gelangte sie in die Sex-Branche. In den nächsten zwei Jahren war Kelly sehr erfolgreich und machte schnell Karriere. Am 25. Januar 1995 erschoss sich ihr Ehemann vor ihrer Haustür. Danach war Kelly für eine kurze Zeit in den Medien sehr präsent. Nach mehreren Monaten Pause stieg Jill Kelly wieder erfolgreich ins Pornogeschäft ein. Im Laufe ihrer Karriere unterzog sie sich einer Brustvergrößerung. Mittlerweile wird sie von ihrem Bruder gemanagt und gründete 2001 ihre eigene Produktionsfirma Jill Kelly productions, bei der Darstellerinnen wie Jenna Haze und Alexis Amore unter Vertrag standen. Die Firma ging im August 2005 in Konkurs und wurde im April 2006 zwangsversteigert. Den Zuschlag erhielt die Penthouse Media Group für rund 1,8 Mio. US-Dollar.
Am 6. Mai 2000 heiratete sie den Pornodarsteller Julian Andretti (Pseudonyme: Julian, Jordan Rivers) in Nevada und ließ sich Ende 2001 wieder von ihm scheiden. Kelly hat auch unter den Pseudonymen „Seth Damian“, „Jill Roberts“ und „Calista Jay“ Filme gedreht.
In der Rolle der „Suzie“ war Kelly 1998 gemeinsam mit Chasey Lain als Nebendarstellerin in Spike Lees Film „He Got Game“ zu sehen. Sie gilt neben Jenna Jameson als die weltweit populärste und bekannteste Porno-Darstellerin der 1990er Jahre. Innerhalb von sechs Jahren hat sie in über 400 Filmen mitgespielt. Bekannte Filme sind „Cashemere“ und „Forever Night“ von Michael Ninn, „Flashpoint“ mit Jenna Jameson sowie „Wicked Weapon“ von Brad Armstrong. Sie führte Regie in „Sex Games“ und „Beautiful“. Kelly war auch in dem Musikvideo zu „Trailer Ras“ der „Long Beach Dub Allstars“ zu sehen. Sie wurde aufgrund ihrer jahrelangen Leistungen für die Pornoindustrie in die AVN Hall of Fame aufgenommen.
Am 3. September 2003 hatte Kelly einen Gastauftritt in der Howard-Stern-Show.

## Auszeichnungen
- 2007: NightMoves Hall of Fame
- 2003: AVN Hall of Fame

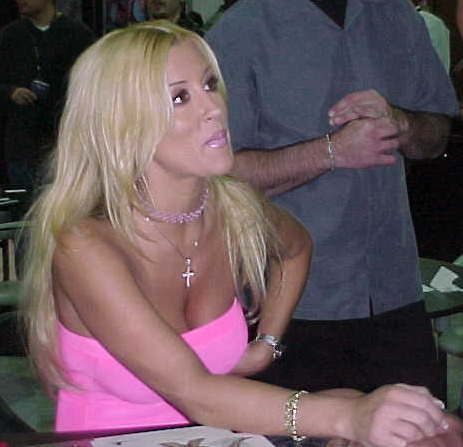
Jill Kelly bei der Adult Entertainment Expo 2000

- 2003: FOXE Award: „Female Performer of the Year“
- 2002: FOXE Award: „Female Fan Favorite“
- 2001: FOXE Award: „Female Fan Favorite“
- 1999: NightMoves Award: „Best Actress (Editor’s Choice)“
- 1999: AVN Award: „Best Couples Sex Scene“ (Dream Catcher)[8]
- 1998: Hot d’Or: „Best American Actress“ (Exile)
- 1997: XRCO Award: „Female Performer Of The Year“[9]
- 1997: AVN Award: „Best All-Girl Sex Scene – Film“ (Dreams of Desire)[8]
- 1996: AVN Award: „Best All-Girl Sex Scene – Video“ (Takin’ It to the Limit 6)[8]
- 1996: AVN Award: „Best Group Sex Scene – Film“ (Borderline)[10][11]
- 1995: XRCO Award: „Best Girl-Girl Scene“ (zusammen mit Traci Allen, Careena Collins, Felecia, und Misty Rain (Takin’ It To The Limit 6)